# Horst Weigang
Horst Weigang (Langenbielau, 1940. szeptember 30. – 2024. szeptember 6.) olimpiai bronzérmes keletnémet válogatott német labdarúgó, kapus, az év keletnémet labdarúgója (1965).

## Pályafutása

### Klubcsapatban
1951-ben a Lokomotive Leipzig korosztályos csapatában kezdte a labdarúgást. 1959-ben mutatkozott be az első csapatban, ahol 1961-ig szerepelt. 1961–62-ben a Turbine Erfurt, 1962 és 1967 között ismét a Lokomotive labdarúgója volt. 1967 és 1973 között a Rot-Weiß Erfurt csapatában fejezte be az aktív játékot.
1965-ben az év keletnémet labdarúgójának választották.

### A válogatottban
1962 és 1968 között 12 alkalommal szerepelt a keletnémet válogatottban. Az Egyesült Német Csapat tagjaként bronzérmet szerzett az 1964-es tokiói olimpián.

## Családja
Lánya, Birte Weigang (1968–) olimpiai és Európa-bajnok úszó.

## Sikerei, díjai
- az év keletnémet labdarúgója (1965)

 Egyesült Német Csapat
- Olimpiai játékok
  - bronzérmes: 1964, Tokió

## Statisztika

### Mérkőzései a keletnémet válogatottban
| NDK | NDK                 | NDK                                       | NDK           | NDK      | NDK           | NDK            | NDK   | NDK     |
| #   | Dátum               | Helyszín                                  | Hazai         | Eredmény | Vendég        | Kiírás         | Gólok | Esemény |
| --- | ------------------- | ----------------------------------------- | ------------- | -------- | ------------- | -------------- | ----- | ------- |
| 1.  | 1962. november 21.  | Berlin, Walter Ulbricht Stadion           | NDK           | 2 – 1    | Csehszlovákia | NEK-selejtező  | -     |         |
| 2.  | 1962. december 9.   | Bamako, Stade Mamadou Konaté              | Mali          | 1 – 2    | NDK           | barátságos     | -     |         |
| 3.  | 1965. január 3.     | Montevideo, Estadio Centenario            | Uruguay       | 0 – 2    | NDK           | barátságos     | -     |         |
| 4.  | 1965. április 25.   | Bécs, Práter-stadion                      | Ausztria      | 1 – 1    | NDK           | vb-selejtező   | -     |         |
| 5.  | 1965. május 23.     | Lipcse, Zentralstadion                    | NDK           | 1 – 1    | Magyarország  | vb-selejtező   | -     |         |
| 6.  | 1965. szeptember 4. | Várna, Jurij Gagarin Stadion              | Bulgária      | 3 – 2    | NDK           | barátságos     | -     | 65'     |
| 7.  | 1965. október 9.    | Budapest, Népstadion                      | Magyarország  | 3 – 2    | NDK           | vb-selejtező   | -     |         |
| 8.  | 1965. október 31.   | Lipcse, Zentralstadion                    | NDK           | 1 – 0    | Ausztria      | vb-selejtező   | -     |         |
| 9.  | 1966. április 27.   | Lipcse, Zentralstadion                    | NDK           | 4 – 1    | Svédország    | barátságos     | -     |         |
| 10. | 1966. július 2.     | Lipcse, Zentralstadion                    | NDK           | 5 – 2    | Chile         | barátságos     | -     |         |
| 11. | 1967. április 5.    | Lipcse, Zentralstadion                    | NDK           | 4 – 3    | Hollandia     | Eb-selejtező   | -     |         |
| 12. | 1968. február 2.    | Santiago, Estadio Nacional de Chile (CHI) | Csehszlovákia | 2 – 2    | NDK           | Santiago torna | -     |         |
|     | Összesen            |                                           |               | 12       | mérkőzés      |                | 0     | gól     |